# Jorge Wilmot

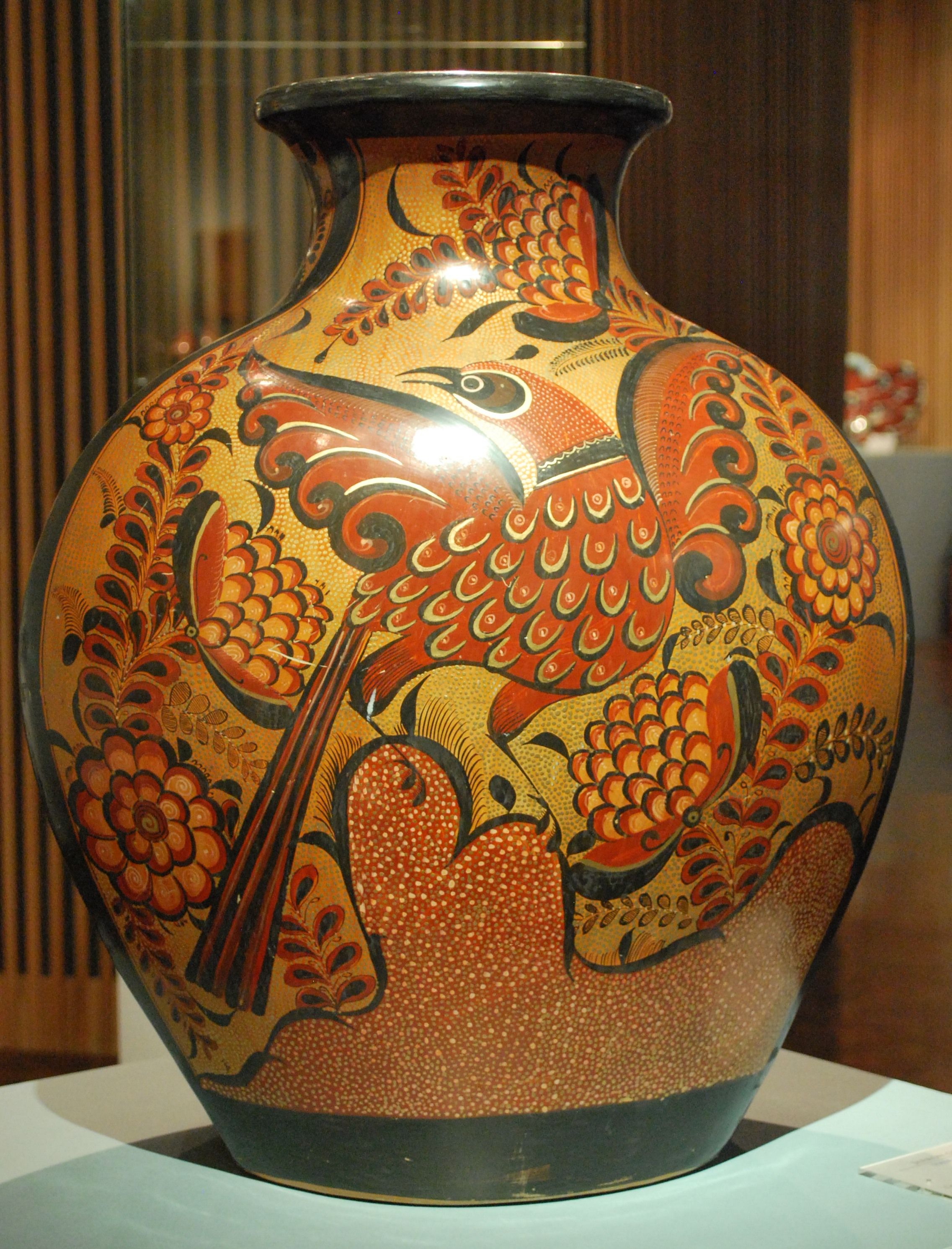
Jarrón bruñido en la exposición de Jorge Wilmot en el Museo de Arte Popular en la Ciudad de México.

Jorge Wilmot Mason (1928 - 2012) fue uno de los artesanos más reconocidos de México, y se le ha acreditado la introducción de la pasta gres al país. Su trabajo es conocido por ser más austero, con diseños inspirados en Oriente mezclado con motivos mexicanos. Sus obras se han vendido en numerosas cantidades y se han exhibido dentro y fuera de México, ha entrenado e influenciado generaciones de ceramistas en el taller que estableció en su casa en Tonalá, Jalisco. 

## Biografía
Jorge Wilmot nació en Monterrey, Nuevo León, en 1928. Comenzó sus estudios artístico en la Escuela de Artes Plásticas en la Academia de San Carlos a principios de los años cincuenta, después viajó a Europa. Ahí estudió en el Instituto Franco-Italiano en París durante 1953 y trabajó en Suecia con el ceramista Limberg Koge Londgren. Amplió sus estudios en Basel, Suiza, en diseño en la Escuela de Oficios desde 1953 hasta 1957.
Wilmot empezó a trabajar en la industria de la cerámica en Monterrey donde generó ciertas innovaciones en técnica y diseño. Sin embargo, pocas firmas se quedaron con Wilmot después de adaptar sus ideas. Eventualmente fue obligado a mudarse a Tonalá, Jalisco, en los sesenta para crear su propio taller, estudiando la historia de la cerámica y la cultura del México occidental. En la década de los sesenta Wilmot tuvo exhibiciones anuales de sus obras en la Galería Inés Amor, esto atrajo mucha atención y su trabajo fue aceptado internacionalmente, lo que le trajo fama y fortuna.
Wilmot falleció el 12 de enero de 2012 a la edad de 83 años.

## Influencia en la técnica y diseño de la cerámica mexicana
Las dos principales contribuciones de Wilmot a la cerámica mexicana fueron la introducción del gres y la mezcla de diseños mexicanos con la influencia moderna extranjera. Él ha dicho “La cerámica de las artes es una de las más antiguas y a su vez de las más modernas”, haciendo referencia a la necesidad de preservar la tradición pero con modificaciones. Wilmot combina diseños y motivos prehispánicos con elementos modernos al igual que influencias internacionales, especialmente del continente asiático. CONACULTA acredita a Wilmot la revolución cerámica en México además del establecimiento del gres, particularmente en Tonalá. Él ha sido una de las fuerzas detrás del actual dominio de Tonalá en cerámica.
Cuando Wilmot llegó a Tonalá en la década de los sesenta, sintió que muchos ceramistas mexicanos estaban enfrascados en el pasado sin una idea clara de cómo adaptar la tradición al mundo moderno. De igual manera sintió que la técnica de la cerámica mexicana se había degradado. Utilizando su experiencia internacional, Wilmot comenzó a experimentar con nuevas formas de cerámica, como objetos de ornato; se convirtió en uno de los primeros artesanos en utilizar hornos de gas a gran escala. Esto facilitó la introducción de técnicas de producción de gres y la recreación de la cerámica “bruñido” pero expuesto a temperaturas más altas. Wilmot nunca se consideró un innovador sino alguien capaz de mezclar diferentes influencias. Aparte de las técnicas en las que se involucra el fuego, Wilmot integró el acristalamiento chino de Jung Yao and Ko Yao a ciertas piezas suyas junto con el celadon y tonos azul claro. En su trabajo se distinguen pájaros, flores, águilas de 2 cabezas, leones y soles multicolores. Sus diseños son en su mayoría austeros, signos de su influencia Oriental a diferencia de la tradición mexicana que consiste en agregar elementos Barrocos. Su trabajo ha influenciado a ceramistas mexicanos y extranjeros, sus trabajos fueron vendidos con éxito en Europa, Japón y los Estados Unidos. En México, muchas de sus técnicas innovadoras han sido adaptadas por muchos ceramistas al grado de que casi todos lo que sale de los tradicional contiene influencia de Wilmot.

## Otras actividades
Además de crear piezas de cerámica nuevas e innovadoras, Wilmot se ha involucrado con la producción y promoción de cerámicas mexicanas y otro tipo de artesanías. Desde la década de los sesenta, cuando estableció su primer taller, creó una escuela con el propósito de mejorar los aspectos técnicos de la producción de cerámica así como desarrollar nuevo motivos ornamentales. Esta escuela ha producido una nueva generación de artistas y aún está abierta. Los graduados de dicha escuela han creado sus propios talleres en Jalisco y otros estados, esparciendo la influencia de Wilmot. Sin embargo, ninguno de ellos ha logrado recrear por completo las técnicas de Wilmot.
Otro logro notable de Jorge Wilmot es el establecimiento del Museo Nacional de la Cerámica, en su antigua casa en Tonanlá, la cual donó a dicho municipio. El director Prudencio Guzmán Rodríguez se refiere al museo como “la unión entre la tradición de Tonalá y otras personas que se interesan averiguar acerca de nuestra tradición”. Establecida en 1986, el museo cuenta con colección de 1000 piezas que van desde artefactos prehispánicos hasta objetos contemporáneos de artistas galardonados. El propósito de esta institución es promover la tradición de la cerámica en México. Muchos de los artefactos se encuentran de manera temporal en el Instituto Indigenista Nacional, e incluso algunas fueron donadas por el mismo Wilmot. El resto de las piezas son de artistas reconocidos del Certamen Estatal de la Cerámica. Desafortunadamente el museo tuvo que cerrar a mediados de los noventa debido a falta de fondos y manutención, pero reabrió sus puertas en 1996. La colección contiene piezas de algunos de los artistas con más renombre en el área y hechas con los estilos más típicos de Tonalá como bruñido, bandera, petatillo y canelo. Entre los artistas representados se encuentran Salvador Vásquez, Juan Antonio Mateo, Gerónimo Ramos, Nicasio Pajarito, Candelario Medrano, Jorge Wilmot y Ken Edwards.
Wilmot, junto con Manuel Felguérez y otros artistas, fundó el Mercado de Arte de Sábado en San Ángel, Ciudad de México. Además de la cerámica, Wilmot trabajó con vidrio, pintura, joyería y otros materiales.

## Reconocimiento
Wilmot ha participado en exhibiciones individuales y colectivas a nivel internacional desde 1972, en países como Francia, Canadá y su natal México. Algunos de sus premios son el Galardón Presidencial del IV Premio Nacional de la Cerámica de Tlaquepaque en 1982 y el Premio Nacional de Ciencias y Artes en el área de Artes y Tradiciones Populares en 1995. Wilmot fue nombrado "Creador Emeritus" por el Sistema Nacional de Creadores de Arte (SNCA) en 1994 por su contribución al legado cultural de México así como al desarrollo de una nueva generación de artistas.
En 2009 y 2012 se llevaron a cabo una series de exhibiciones de honor al trabajo de Wilmot en varias partes de México. Las exhibiciones fueron patrocinadas por el Museo de Arte Popular (Ciudad de México) en el Distrito Federal, además de la capital, la exhibición ha visitado San Agustín Etla en Oaxaca, Guadalajara y Monterrey, patrocinado por el MAP y otras entidades. Las exhibiciones presentan más de cinco décadas de la cerámica de Wilmot así como fotografías, memorabilias y trabajos en vidrio y joyería. Las exhibiciones tienen entre 300 y 600 piezas que se han juntado gracias a varios coleccionistas e instituciones.